# Frellsen Chokolade
Frellsen Chokolade er kæde af chokoladebutikker, der ejes af familiefirmaet I.M. Frellsen K/S, der tillige driver Frellsen Kaffe. Firmaet blev grundlagt i 1897 af Julius Muldorff Frellsen som en sukkervarefabrik i Slagelse, og har i dag hovedsæde i Roskilde. 
Moderselskabet I.M. Frellsen K/S havde i regnskabsåret 2022/2023 en nettoomsætning på 365 millioner kroner og et overskud på 25 millioner kroner.
Kæden består i dag af 38 butikker.